# ER緊急救命室
『ER緊急救命室』（イーアール きんきゅうきゅうめいしつ、原題:ER）は、アメリカ合衆国のNBCで放送されたテレビドラマシリーズ。1994年9月9日から2009年4月2日にかけて全15シーズン・計331エピソードが放送された。日本ではNHKで1996年4月1日から2011年3月10日にかけてBS2で放送された。日本ではLaLa TV、スーパー!ドラマTV、WOWOWプライム、Dlifeにて再放送されている。
マイケル・クライトンが医学生だった頃のエピソードを綴った作品『五人のカルテ』（ハヤカワ文庫）が原作。シカゴにあるクック郡病院（テレビドラマではカウンティ総合病院）の救急救命室（Emergency Room、略称：ER） で働く医師や看護師たちの日常をリアルに描いたドラマである。ドラマは、ジョン・カーター（若き日のクライトンがモデルといわれているが、本人は否定している）の病院実習（ER実習）の第1日目の出来事から始まる。
番組の冒頭と最後に流れる曲はTheme from ER（日本語名「ERのテーマ」作曲：ジェームズ・ニュートン・ハワード）である。

## 制作
- 原作 - マイケル・クライトン（五人のカルテ）
- プロデューサー（主な） - ニール・ベア（英語版）、キャロル・フリント（英語版）、ディー・ジョンソン、ジョー・サックス（英語版）
- 演出（主な） - ミミ・レダー、クリストファー・チュラック（英語版）、レスリー・リンカ・グラッター、ジョナサン・カプラン

※ロマノ役のポール・マクレーン、ウィーバー役のローラ・イネス、グリーン役のアンソニー・エドワーズ、ベントン役のエリク・ラ・サルが演出した回もある。
- 脚本（主な） - リディア・ウッドワード（英語版）、R・スコット・ゲミル（英語版）、ディー・ジョンソン、ジャック・オーマン（英語版）、ジョン・ウェルズ、デビッド・ゼーベル（英語版）
- 製作会社
  - コンスタント・C・プロダクションズ (Constant c Productions)
  - アンブリン・テレビジョン
  - ワーナー・ブラザース・テレビジョン (Warner Bros. Television)

『五人のカルテ』を映画化するために、原作者クライトン並びに友人のスティーヴン・スピルバーグが、この作品について打ち合わせをしていた時、クライトンはその当時執筆していた『ジュラシック・パーク』のエピソードを話してしまい、スピルバーグの興味はそちらに移ってしまった。いったん『ER』はお蔵入りとなったが、その後ワーナー・ブラザースが掘り起こし、テレビドラマとしてスタートさせた。
決して広くはない診療室で撮影しなくてはならず、ステディカムが威力を発揮している。第1話の撮影は廃院となった病院をスタジオ代わりに撮影しており、それ以降はスタジオにセットを再現して撮影した。
シリーズ展開では、プロデューサーとして『ザ・ホワイトハウス』と同じジョン・ウェルズが参加していることもあって、アフリカのコンゴにおける貧困や紛争などをリアルに描いたり、アメリカにおける麻薬や銃問題などが提起してあったりなど視聴者に問いかける一面もある。緊迫した場面の合間にコミカルなエピソードを挿むのも『ザ・ホワイトハウス』と共通している。
出演俳優が次々と降板していく事で有名だった。ジョージ・クルーニーは「ハリウッドでの映画撮影の仕事へ専念したい」という理由で降板し、アンソニー・エドワーズは「家族との時間を大切にしたい」という理由で降板しており、ノア・ワイリー以外の全てのシーズン1での主要メンバーが、シーズン8までにドラマを離脱した。ノア・ワイリーも「家族との時間を大切にしたい」とシーズン11に降板した（その後ゲストとして4回ほど出演している）。シーズン2より出演しているローラ・イネスは2007年1月11日のエピソード（シーズン13第13話）をもって降板したが、「降板はサプライズにしておきたかった」との意向で、直前までアナウンスされなかった。その後も引き続き演出等でERには係わっている。また、シェリー・ストリングフィールドなどのように途中のシーズンで戻って来るメンバーもいる。だが、そのストリングフィールドもシーズン12で降板した。最終シーズン15では、過去の出演者の回想やその後を描くエピソードとしてジョージ・クルーニーらこれまで降板した出演者が集結した。
シーズン1では、クエンティン・タランティーノが1本だけ演出をしており、この際に小児科医ダグラス・ロス役のジョージ・クルーニーを見いだし、後に彼は、タランティーノが製作・脚本を担当し、親友のロバート・ロドリゲスが監督した『フロム・ダスク・ティル・ドーン』に主演として出演する。このことがきっかけで、ジョージ・クルーニーは、映画スターとして認識されるようになる。ちなみにクエンティン・タランティーノが演出するきっかけとなったのはERの1話をビデオに録画し忘れて、テレビ局に「一話分を監督してくれたらそのビデオをあげてもいい」と言われたからとのことである。

### 日本語版
- 字幕/吹替翻訳 - 木原たけし
- 医学監修 - 渡部幹夫
- 演出 - 佐藤敏夫
- 日本語版制作 - 東北新社（※法律上、NHK放送時にはクレジットは出ていない）

またジョージ・クルーニーの吹き替えを担当した小山力也によると、日本語吹替はテレビ放送やソフト収録に使用されたものの他、パイロット版が存在するという。現在の声優陣よりも上の世代の声優・俳優が吹き替えを務めたといい、この版から現在のバージョンに続投したのは大塚明夫（エリク・ラ・サルの吹き替え）のみであった。

## 評価
初期シーズンの90年代後半にはアメリカの木曜のプライムタイムにおいて、ほぼ毎週視聴率トップを独占し、NBCの黄金時代を築く一角となり、日本にもこの人気が上陸。日本放送協会（NHK）が深夜放送で高視聴率をマークしたり、各民放テレビ局でも海外の医療ドラマを放送したり救命病棟24時のようにERに触発されて制作されたドラマが多くなった。
だが、初期の主演俳優を失い、ノア・ワイリーが抜けた後のシーズン12以降は視聴率が大きく低下、2009年のシーズン15で終了となった。なお、2009年4月2日の最終話では視聴者数が1620万人となり、最終話の視聴者数としては最高潮を迎えることになり「ジェシカおばさんの事件簿」以来となった。
| シーズン | 放映開始       | 放映終了      | 視聴率 ランキング | 視聴者数 （100万人） |
| -------- | -------------- | ------------- | ----------------- | -------------------- |
| 01       | 1994年9月19日  | 1995年5月18日 | #02               | 19.08                |
| 02       | 1995年9月21日  | 1996年5月16日 | #01               | 21.10                |
| 03       | 1996年9月26日  | 1997年5月15日 | #01               | 30.79                |
| 04       | 1997年9月25日  | 1998年5月14日 | #02               | 30.20                |
| 05       | 1998年9月24日  | 1999年5月20日 | #01               | 25.40                |
| 06       | 1999年9月30日  | 2000年5月18日 | #04               | 24.95                |
| 07       | 2000年10月12日 | 2001年5月17日 | #02               | 22.40                |
| 08       | 2001年9月27日  | 2002年5月16日 | #03               | 22.10                |
| 09       | 2002年9月26日  | 2003年5月15日 | #06               | 19.99                |
| 10       | 2003年9月25日  | 2004年5月13日 | #08               | 19.04                |
| 11       | 2004年9月23日  | 2005年5月19日 | #16               | 15.17                |
| 12       | 2005年9月22日  | 2006年5月18日 | #30               | 12.06                |
| 13       | 2006年9月21日  | 2007年5月17日 | #40               | 11.56                |
| 14       | 2007年9月27日  | 2008年5月15日 | #54               | 09.20                |
| 15       | 2008年9月25日  | 2009年4月2日  | #37               | 10.30                |

米国では、初回シーズン放映時にERは各エピソードで1900万人の視聴者を獲得し、その年で2番目に視聴された番組となった（一位はとなりのサインフェルド）。次のシーズン2,3では北米で最も視聴された番組となった。5年ものの間、ERはとなりのサインフェルドと視聴率トップ争いを繰り広げていたが、1998年にとなりのサインフェルドは終了し、ERは再びトップを取得した。最終シーズン15においては、1億6400万人の視聴者を獲得している。
最も高視聴率であったエピソードは、シーズン2第7話の「地獄からの救出 - Hell and High Water」の45%であり、4800万人が視聴していた。これは1985年のドラマ「ダラス」の46%に次ぐ値である。

## エピソードリスト
日本では主にNHKで放送され、BS2で全15シーズンが放送完了。BShiではシーズン12まで、総合テレビでもシーズン13まで放送された。CSでも過去のシーズンが再放送されている。
翻訳の質、出演声優の演技力などの点で数ある海外ドラマの日本語版の中でも特にクオリティの高い作品として評価されている。
2011年10月からはWOWOWプライムで第1シーズンから再放送されている。フルHD解像度でシーズン14～15を放送したのは同局が日本初(NHKの最終2シーズン放送はSD解像度のBS2のみ)。スーパー! ドラマTVとDlifeがNHKの「予告編」とオープニング／エンディング映像、日本語版クレジットを流用し、スーパー! ドラマTVは本国版のクレジットも放送。WOWOWの放送は本編のみである。

### レトロスペクティブ
（ER 15年の歴史をレギュラー出演者が語るER 最終シーズン15最終（22）話直前の特別番組。Retrospective=「回顧展」）
- スティーヴン・スピルバーグ（声：有本欽隆）
- ジョン・ウェルズ（声：辻親八）

## キャスト
役名の後の（）内には出演者がメインキャストとしてクレジットされたシーズンを表記し、それ以外のシーズンは「recurring」で表記。

### シーズン1から

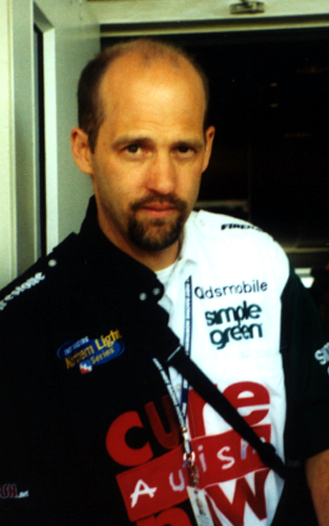
マーク・グリーン役のアンソニー・エドワーズ

マーク・グリーン (Mark Greene)（シーズン1 - 8・15）
演：アンソニー・エドワーズ (Anthony Edwards)、吹替：井上倫宏
ERチーフレジデント→ERスタッフドクター。虹彩の色は茶色。ダグラス・ロスより3歳下。16歳のときジェニファーと出会い、4年間の交際を経て20歳で結婚。学生ローンサービスから借りた11万ドルで医大の学費を工面する。看護師のヘレエによれば、学生時代はとても礼儀正しく美しいブロンドの青年で、頼まれた通りにシーツを取り替えたり、黙々と便器を洗ったりする最高の助手だったという。祖母からイディッシュ語を少しだけ学んだことがある。ある患者から信仰心を問われた時、自分は不可知論者のユダヤ人と堕落したカトリック教徒の息子であると答えたことがあった。初期シーズンの中心キャラクター。優しく誠実な人柄と確かな腕前で患者やスタッフから厚い信頼を得ている。個性的なキャラクターの多いカウンティ総合病院ERのスタッフ達の中では一番の人格者といえるが、シーズン3（32歳）で病院内で暴漢に襲撃され、しばらくはPTSDによる不安定な状態が続いた。また助けることができなかった患者の遺族に訴えられたことが何度かあり、誠実な性格とは裏腹に気苦労が絶えないキャラクターでもある。ロスとは親友。離婚した妻ジェニファーとの間に娘レイチェル、再婚した外科医エリザベス・コーデイとの間に娘エラがいる。女性関係に非常に疎く、『女性は妻（ジェニファー）だけしか知らない』という悩みもあったが、ジェニファーとの離婚後は患者、看護師、病院に出入りする業者など数々の女性と浮名を流し、3股していた時期もある。スーザンに対して友情以上の感情をもっていたがなかなか伝えられずにいた。シーズン3でスーザンが去ってからは彼女が住んでいた部屋をそのまま借りていた。シーズン6で母親が心臓発作で亡くなり、死期が近い父親を地元のサンディエゴからシカゴに呼び寄せて共に暮らす。のちに父親はグリーンの治療の甲斐なく逝去してしまい、深い悲しみに暮れた。シーズン7で脳腫瘍が見つかり手術する。シーズン8では非行に走るレイチェルと心を通わせることができなくなり、彼女の過失でエラがドラッグを誤飲したことでエリザベスとの仲にも亀裂が入ってしまう。そのさなか脳腫瘍の再発が発覚し、化学療法を受けていたが自らの意思で中断する。トゲが刺さった少女の治療を最後にERを退職し、余命をレイチェル、コーデイ、エラと共にハワイで過ごす。レイチェルと親子の絆を取り戻し、彼女との思い出の曲を聴きながらホリデーハウスで眠るように息を引き取った(38歳)。シーズン15第7話でバンフィールドの回想で再登場し、彼女の息子ダリルの治療を担当した。
ダグラス・ロス (Douglas Ross)（シーズン1 - 5・15、recurring シーズン6）
演：ジョージ・クルーニー (George Clooney)、吹替：小山力也
愛称は「ダグ」で、幼少期は「ダギー」。子どもの頃、ルイという名の犬を飼っていた。バスケットボールが得意。グリーンより3歳上。看護師のキャロルによれば、12歳の時から22年（シーズン2時点）に渡って父親レイと口を利いていなかったという。名前も知らず、会ったこともない息子がいる。ER所属の小児科フェロー→ER小児科スタッフドクター。医学部の学費11万ドルを15年ローンで返済中である。グリーンの親友。子供に優しく強い正義感を持っているが、信念が強すぎるあまり度々問題を起こす。また屈指のプレーボーイで付き合う女性を次々に変える。ある事件のあと、カウンセリングを受け女癖の悪さを克服。のちにキャロルと結ばれるが、上司との対立や自身の問題行動が重なり、キャロルを残してシアトルへ去っていった。シーズン6第21話でERを去ったキャロルを迎える1シーン以降はグリーンの葬儀を含め一切再登場がなかったが、最終シーズン15第19話でシアトルのワシントン大学メディカルセンター（en:University of Washington Medical Center）のスタッフドクターとしてキャロルと共に再登場。臓器を受け取りにきたニーラ、サムと会話している。
スーザン・ルイス (Susan Lewis)（シーズン1 - 3・8 - 12・15）
演：シェリー・ストリングフィールド (Sherry Stringfield)、吹替：山像かおり
左利き。飛行機嫌い。初登場時は一般内科外科のレジデント2年目で、心臓外科医を目指していた。初期シーズンでは奔放な姉に悩まされ、姿をくらませた姉に代わって独りで姪スージーを育てていた。シーズン3で最愛の姪を追って一旦はアリゾナ州・フェニックスに去ったが、シーズン8でスタッフドクターとして復帰。カーターと付き合い始めるが、大した進展もなく破局した。シーズン9ではラスベガスで出会った救急ヘリのフライトナースのチャックと酔った勢いで結婚。その後婚姻無効の手続きを取るも関係は続き、ロマノが死亡したヘリコプター墜落事故でチャックが重傷を負ったことを切っ掛けに絆が深まり、愛息コスモをもうける。シーズン11でER部長に就任する。カウンティERでの終身在職権を強く希望していたが、ERを離れていた過去と権利獲得の必要条件であった資金確保がままならなかったことにより見送られ、アイオワ市の病院で終身在職権を獲得してERを去った。最終シーズン15最終（22）話で再登場。チャックとは別れ、年下の恋人がいる。
ジョン・トルーマン・カーター (John Truman Carter)（シーズン1 - 11・15、recurring シーズン12）
演：ノア・ワイリー (Noah Wyle)、吹替：平田広明
1970年6月4日生まれの双子座。血液型はOマイナス。大財閥の創業者の孫。父親ロウランド・カーターはシカゴ・マガジンの「資産家リスト」の中で、ランキング27位（純資産1億7千8百万ドル）と報じられる。カウンティ総合病院のデイヴィス心臓病棟の増築に多額の寄付をしたハワード・デイヴィスの息子グレッグとは高校時代の同級生。幼少期、兄ロバートを急性骨髄性白血病で亡くすが、治療に当った医師の仕事ぶりを見て、弁護士になれという両親の反対を押し切って医師になった。彼がノースウェスタン大学医学部3年の学生として研修でERにやってくるところから第1話は始まり、研修初日に酷い傷を見て迷走神経反射を起こしうなだれるシーンは長い間オープニングフィルムで使用され、本ドラマを象徴するカットともなった。のちに外科のサブ・インターン（シーズン2）→ベントンが主宰するブルー・チーム所属の外科インターン（シーズン3）→ERインターン（シーズン4）→ERレジデント（シーズン6）→ERチーフレジデント（シーズン8）→スタッフドクター（シーズン9 -）。グリーンの死後はオープニングでトップにクレジットされる。医学生ルーシーが刺殺された際に自身も刺されて重傷を負う。そのPTSDから薬物依存となってしまうが、ベントンらの支えでプログラムを経て克服した。その後カーターの強い要望でウィーバーに病院内の警備体制の強化を直談判し、紆余曲折があったものの認められ、ERの警備員増員と金属探知機導入などが決定された。シーズン9で恋人アビーとの関係や祖母の死によって思い悩んでいるときに、国際医療同盟の活動に参加していたコバッチュに助けを求められてアフリカ・コンゴ民主共和国の難民キャンプでの医療支援活動に参加する。シーズン10では強い意思でコンゴの激戦区に残ったコバッチュが死亡したとの連絡を受け、彼を残してきてしまった罪悪感から再びコンゴに飛び、コバッチュの生存を確認する。彼をアメリカへ送ったのちも自分の居場所と使命を見出しコンゴに留まる。そこで知り合ったアフリカとフランスのハーフの保健局員・ケムと親密になり妊娠した彼女の出産のため帰国するが、9ヶ月目で臍帯の真結節により死産し、ケムは母国フランスへ帰国する。その後、ソーシャルワーカーのウェンデルと付き合い始めるがほどなく破局した。シーズン11終盤で終身在職権を獲得して医学部助教授となるが、間もなくケムを追ってERを去りフランスへ旅立つ。その後医療活動に参加するため再びアフリカに行き、シーズン12ではその姿が数話描かれた。シーズン15では、かつての刺傷とアフリカでの病で腎機能を完全に喪失し帰国、カウンティに復職する一方で腎臓の移植手術を受ける（シーズン15第16話）。ケムとは結婚したが別居中。最終シーズン15最終（22）話では、残り僅かとなったカーター財閥のほとんどすべての資力を投じて医療施設「ジョシュア・マカロ・カーター・センター」（名称は死産となった息子の名前に由来）をシカゴに完成させる。プレイボーイでスーザン、アビーをはじめ、医学生のハーパー・トレイシー、小児外科医のアビー・キートン、従兄弟の元妻など、数々の女性と浮き名を流した。
キャロル・ハサウェイ (Carol Hathaway)（シーズン1 - 6・15）
演：ジュリアナ・マルグリース (Julianna Margulies)、吹替：野沢由香里
公認看護師。理学修士。看護師長。28歳（シーズン3）。左利き。ビジネス・スクールを中途退学し、看護学校を卒業する。ロシア人（またはウクライナ人）の母親ヘレンの影響で、ロシア語を少し話せる。看護師のスケジュールを決める専権を与えられている。「ERは医師ではなく看護師で回っている」という信念を持っている。投薬量の算出に必要な掛け算、割り算に非凡な才能を発揮し、ウィーバーに「うちで一番の看護師」といわしめるなど、スタッフ達から絶大な信頼を寄せられている。一時、看護師としての限界を感じ、一念発起して医大予備校のマルコム・X・コミュニティー・カレッジ（en:Malcolm X College）に入学し、医師になることを決意する。見事、医大入試合格を果たすが、ウィーバーに直属の部下扱いされたことへの不満や、看護師としての可能性を自分自身で見出したことを理由に、再び師長として邁進する。シーズン4ではカーターの祖母に気に入られ寄付を受けて『母と子のクリニック』を開設した。とても実直で正義感の強い人物ではあるが、それ故に病院の上層部とトラブルになり、ある事件で停職処分をうけたことがあったが無事に復帰した。シーズン1第1話以前に親密な関係だったロスと破局し、整形外科医のタグリエリと婚約していたがシーズン1第１話後半に突然自殺を図る。危険な状態だったが一命をとりとめ、休養の後に職場復帰した。その後、末期のエイズを患うロシア人の少女タチアナを養子にしようとしたが、自殺未遂が引っ掛かり認められなかった。タグリエリとは式当日に破談。シーズン2ではERに出入りしていた救急隊のシェップと恋仲だったが、ある事件のあとに破局。その後急速にロスとの絆が深まり、のちにテスとケイトの双子をもうける。ロスが去ったあともしばらくERに勤務するが、一人で双子の面倒を見ることと仕事の両立に苦悩し、一時期コバッチュと親密な関係を持つ。しかし、ある患者の死とその家族の言葉をきっかけに自身のロスへの変わらぬ愛を再認識したため、ERを去りシアトルのロスのもとへ向かった。シーズン14ではシアトルで働き、双子が3年生になったことが看護師のヘレエの口から語られる。最終シーズン15第19話ではワシントン大学メディカルセンターのメディカルスタッフとしてロスと同じ職場で勤務する姿が描かれた。
ピーター・ベントン (Peter Benton)（シーズン1 - 8・15）
演：エリク・ラ・サル (Eriq La Salle)、吹替：大塚明夫
外科医。優れた技術と強い上昇志向を持っている。血液型はRh−。菜食主義者。医学生時代、AOA名誉協会（Alpha Omega Alpha Honor Medical Society）で課外活動を行った経歴を持つ。学生ローンサービスを利用して医大の学費を工面した。外科レジデント2年目（95年、シーズン1）にして、外科移植チームと学ぶためのスターツェル奨学金に応募するほどの野心家である。36時間働き、18時間のオフ、つまり週90時間勤務を52週続け、年間報酬がたった23,739ドル（課税前）であり、母メイの介護に当てる時間や費用のやりくりに相当苦労したようである。感情を表すのが苦手で人から誤解され衝突してしまうこともあるが、根は真面目で優しい。ERにやって来たカーターの教育係を務め、彼の良き師となる。カーターが薬物依存になった際は彼を支え、克服の手助けをした。外科レジデント4年目（97年、シーズン3）から、ブルー・チームのリーダーとしてカーターら外科インターンの指導を任される。昔からの夢である心臓胸部外科になるため3年間にわたるレジデント期間を経て、外傷外科フェローになった。シーズン7では外科スタッフドクターになるがロマノの怒りを買い、クビになる。その後日雇いを経てロマノによって病院の差別解消部長に任命され、再びスタッフドクターになった。シーズン3で幼なじみのカーラと付き合う。すぐに破局するがカーラの妊娠が判明し、難聴の息子リースが産まれた。後に小児ERレジテントのクレオ・フィンチと結婚する。シーズン8でカーラが事故死し、彼女の夫ロジャーとリースの養育権を争う。DNA鑑定でリースの実父ではないことが判明するなどかなり追い込まれたが、キャリアアップを捨て勤務時間などの都合の良い研究機関に転職。その結果リースの養育権を獲得し、カウンティを去った。グリーンの葬儀でゲスト出演。最終シーズン15第19話ではシカゴのノースウェスタン・メディカルセンターに勤務する一般外科医として再登場し、カーターの腎移植手術に立ち会う。最終（22）話にも息子のリースと共に登場した。
また、エリク・ラ・サルは最終シーズン15第7話冒頭で、死亡したマイケル・クライトンに対する追悼のコメントを番組を代表して読み上げるために出演した。

### シーズン2から
ジェニー・ブレ (Jeanie Boulet)（シーズン2 - 6、recurring シーズン1・14）
演：グロリア・ルーベン (Gloria Reuben)、吹替：竹村叔子
シーズン1半ばから準レギュラーとして登場し、シーズン2途中からレギュラーに。閉所恐怖症。理学療法士、動物病院でのアルバイトなど、昼間働きながら夜学に通っていたため、通常2年間とされるトレーニングを4年間かけて修了し、さらに2年間のインターンを経て、念願のドクター・アシスタントとなる。その後、月間最優秀職員に選出される。登場時から夫アル・ブレがいるが一時はベントンと不倫関係となった。後に不実な夫と離婚するが、アルを介してHIVに感染していたことが判明。一時は感染を隠して勤務するものの、初診に訪れたアルをたまたま診察したウィーバーに感づかれる。その後、再診に訪れたアルをたまたま診察することになったグリーンはアルの名字がブレと知り「ジェニーの近親者か？」と看護師のヘレエに尋ねたシーンもあった。それにもかかわらず、ウィーバー、グリーンおよびアンスポー以外の職員達は感染者並びにその感染源を特定できぬまま噂話に終始していた。感染者についての噂話が大きくなったため、自らHIVポジティブであることをカミングアウト。一時感染症専門医と懇意になるが、HIVポジティヴであることやアルのこともあり破局。病気が発覚した後に離婚したアルに対して同志のような感情が芽生え復縁するも、ある事故がきっかけでアルの感染が彼の職場に知れ渡ってしまい、アルは新天地を求めてアトランタへ去っていった。病院の財政難をうけて一時解雇されてしまうが、HIVのせいで不当解雇されたと誤解し、マーガレット・ドイルから紹介を受けたHIV患者支援団体の協力を得て復職する。シーズン5ではC型肝炎に感染していることが判明する。子どもの扱いが上手で、アンスポーの息子スコットが癌の再発で入院した際には彼との交流が描かれた。シーズン6でERによく出入りしていた警察官レジー・ムーアと再婚。HIV母胎感染し、その母親と死別した赤ん坊カルロスを養子にもらい退職。シーズン14で、カルロスがERに搬入されたことで8期ぶりにゲスト出演。勤務当時の同僚はほとんど去ったERに戸惑いを覚えるも、真摯な態度のプラットとの交流の様子が描かれた。レジーとは離婚したがHIVの子供達のためのクリニックを開き、充実した人生を送っている。

### シーズン3から
ケリー・ウィーバー (Kerry Weaver)（シーズン3 - 13・15、recurring シーズン2）
演：ローラ・イネス (Laura Innes)、吹替：小宮和枝
シーズン2で準レギュラーとして登場し、シーズン3からレギュラーに。知能指数は、145。グリーンによれば、身長は約5フィート4インチ（約162.6cm）、髪は赤毛であるという。モーゲンスタンの評では、書類整理に、規律、管理に長けた人物であるという。以前少しの間一緒に仕事をしたことがあるロスの評では、「カッコーの巣の上で」に登場する看護師長ラチェッドのようであったという。モーゲンスタンを始め、ベントン、キャロルによって、一目置かれている。結果、生え抜き候補を抑えて、ERチーフ・レジデントに採用される。これを受けて、マウント・サイナイ医療センター（en:Mount Sinai Medical Center (Chicago)）から移籍する。その後、スタッフ会議にて満場一致でスタッフ・ドクターに迎えられる。その後ER部長（代理）→診療部長と順調に出世していくが、シーズン13でコバッチュをかばい診療部長を解任され、スタッフ・ドクターに格下げとなる。徹底した管理主義と出世欲から周囲の反感を買うことが多いが、HIVポジティヴが原因で解雇されたと勘違いをしていたジェニーに反発を受けながらも彼女の体調を気遣ったり、実家を追い出されたカーターに部屋を貸すなど基本的には優しく思いやりのある性格。グリーンとは出世争いをしていて対立することも少なくなかったが、彼が死んだ時は大きなショックを受け、「マークが恋しい」ともらしたこともあった。両親が未婚の上10代でケリーをもうけたことが原因で幼い時に養子に出されている。その後探偵を雇うなどして実の親を捜していたがシーズン11で実の母親と再会した。シーズン4ではシナージックス医師協会のエリス（男性）と恋仲であったが、シーズン7で自分が同性愛者であると認識する。シーズン8ではパートナーとなる消防隊員サンディ・ロペスと出会い人工授精により妊娠するが流産。その後サンディが妊娠に成功し息子のヘンリーをもうけるも、彼女が事故死する。サンディの遺族との間で子供の養育権で争うが、無事に養育権を勝ち取った。生まれつき右足に障害があり常に歩行補助杖（ロフストランドクラッチ）を使用していたが、シーズン12でそれが手術によって治療可能であることが判明。自分の人生そのものでもある障害を取り払うことに強い抵抗を示すが、酷使しつづけた関節部の軟骨の極度の消耗により早急な処置が必要となり、手術を受ける。シーズン13でテレビプロデューサーのコートニーと付き合いはじめる。カウンティ病院の経費削減のために、自分がかばったコバッチュから退職を依頼されてしまう無情に心を乱されるが、折しも医療系テレビ番組のリポーターとしての資質を見いだされ、スカウトされたフロリダのテレビ局に新天地を求めてERを去った。シーズン15でバンフィールドの回想に登場し、最終シーズン最終（22）話で再登場。レギュラー陣の中ではカーターに次いで長期にわたる出演となった。

### シーズン4から
アンナ・デル・アミコ (Anna Del Amico)（シーズン4、recurring シーズン3）
演：マリア・ベロ (Maria Bello)、吹替：田中敦子
初登場はシーズン3。フィラデルフィアの小児科レジデントで緊急医療のインターン研修のためにカウンティへ。8人兄弟の長女で、あとは全員弟。かなり男勝りな性格で大きなゴキブリもスリッパで叩いて駆除しカーターを驚かせた。そのカーターと親密になりかけるが、元恋人と再会しフィラデルフィアに戻る。
最終回直前のER 特別番組のレトロスペクティブでは、最終シーズン15に登場しなかった歴代のレギュラーで唯一出演していた。吹き替えも同じ田中敦子。
エリザベス・コーデイ (Elizabeth Corday)（シーズン4 - 11・15）
演：アレックス・キングストン (Alex Kingston)、吹替：榊原良子
シーズン4第1話「東西海岸時間差生放送」より登場。イギリス出身の外科フェローで、父親もイギリスで医師をしている。性格は男勝りでサバサバとしているが上品な一面もあり、外科医としての実力は非常に優れている。一時ベントンと付き合っていたが、コーデイの保証人であり、彼女に好意を抱いていたロマノに嫉妬され、ロマノの保証を受けられなくなってしまう。そのため一時はインターンになっていたが、シーズン6でそのロマノによって外科副部長に任命される。後に親しくなったグリーンと結婚し一人娘エラをもうける。義娘レイチェルとは仲良くなろうと努力するが、中々心を開いてくれなかった。さらに彼女の過失でエラがドラッグを誤飲してしまったことなどもあり険悪になり、一時ではあるがグリーンとも険悪になってしまう。その後レイチェルとは時間をかけて少しずつ修復していくが、そのなか最愛の夫を脳腫瘍で失う。一時期イギリスに帰国して父親が勤めるロンドンの病院で勤務していたが、上司と反りが合わずシカゴに戻ってくる。シーズン10で外科医のドーセットと付き合い始めるが既婚者であることが判明し、破局する。その後、夫を亡くした寂しさからか放射線医のローソンとエラの同級生の父親であるスペンサーと二股交際を始める。ロマノのER部長転出で外科部長に。シーズン11で、差し迫った必要のためにカーターに頼まれて規約に違反してHIV患者の臓器を移植し病院側と対立。臨床講師に格下げになり、終身在職権を失う。ウィーバーや外科医ドゥベンコとの確執、夫やロマノの死などの心労も相まってERを去り、イギリスに帰国した。最終シーズン15ではイギリス帰国後すぐにアメリカに戻り、デューク大学医学部の外傷外科部長に就任していることが明かされ、スタッフドクターの面接を受けに来たニーラと再会する。最終（22）話にもカウンティの医学部を受けるレイチェルに付き添ってシカゴを訪れる。

### シーズン5から
ルーシー・ナイト (Lucy Knight)（シーズン5・6）
演：ケリー・マーティン (Kellie Martin)、吹替：山本雅子
医学部3年生として登場、カーターに師事。知識ではなく小型のパソコンを使用し答えをすぐ調べることを注意される。点滴が苦手。シーズン5後半では精神科とERの実習を平行して行う。
注意欠陥障害で5年生の頃から主治医の処方により「リタリン（中枢神経刺激薬）」を常用している。服用を知ったカーターから「もう大人なのだから」薬をやめるように助言を受けて、一時期やめていたが精神科患者の少年セス・ウィローの診察時間を忘れるなどミスを繰り返し、周囲の期待に対して精神的・肉体的に自分のペースを取り戻せず、苦悩し再び服用する。
カーターとは度々衝突していたが、彼をドクターとして尊敬していたことがルーシーの母親によって語られる。また、カーターと親密になりかけるも寸前で彼が思いとどまり、未遂に終わった。
偏屈なロマノをも動かし認めさせるほどの熱意と誠意で、ERのスタッフ皆から愛されていたが、シーズン6半ばで精神科で適切な処置を受けるべきところをERに長く留められて混乱し危険な状態に陥った精神分裂症の患者ポール・ソブリキに刺される。スタッフ達の懸命の治療により一時は意識を取り戻したが、合併症による肺塞栓で死亡した。卒業後のインターン先がカウンティの精神科だったことが、彼女の死後に判明した。

### シーズン6から
ロバート・ロマノ (Robert Romano)（シーズン6 - 10、recurring シーズン4・5・15）
演：ポール・マクレーン (Paul McCrane)、吹替：内田直哉
外科スタッフドクター→外科部長→兼ER部長（代理）→診療部長兼外科部長→ER部長。シーズン4から準レギュラーとして登場し、シーズン6からメインキャスト。ニックネームはロケット・ロマノ。グレーテルと名付けた犬を溺愛している。優秀な辣腕外科医ながら口が悪く、上司に媚び部下を虐げる性格でERからはかなり嫌われていたが、ベントンの難聴の息子にひそかに手話で語りかけたり、ルーシーの熱心さに絆されるといった人情味も見せている。刺されたルーシーの救命手術を担当した際は、治療前に「お前に投じられた教育費を無駄にさせない」と彼なりの激励を送り、命を救えなかった際は激情を露わにした。グリーンが脳腫瘍で死んだ時は、彼なりにその死を悼んでいた。コーデイを「リジー」と呼び、長年片思いをしていたが思いが叶うことはなかった。しかし、夫の脳腫瘍再発に動揺するコーデイを慰めて励ますなど、同僚として時には友人として彼女を支えた。手術時に派手なバンダナを頭に巻いたり金メッキのマイ聴診器を使うなど個性的で派手な物を好む性格。シーズン9で救急ヘリの後部ローターに巻き込まれて左上腕を切断、縫合手術により一時期は指が動くまでに回復したが、過ってコンロの火が左腕に燃え移り、大半が壊死状態となってしまい、切断手術を余儀なくされてしまった。シーズン10で突発的な事故により屋上から転落した救急ヘリの下敷きとなるという悲惨な最期を遂げる。さらにウィーバーによってロマノが嫌っていた同性愛者を支援する基金（ロマノ基金）がER内に設立され遺産が使われる羽目になってしまった。シーズン15第7話でバンフィールドの回想で再登場し、脳腫瘍のグリーンに嫌味をいいながらも密かに心配そうな眼差しをむけている。
ルカ・コバッチュ (Luka Kovac)（シーズン6 - 15）
演：ゴラン・ヴィシュニック (Goran Visnjic)、吹替：てらそままさき
クロアチア出身でユーゴスラビア紛争時に妻ダニエラと子ども二人を失っている。両親がクリスチャンで洗礼名はミハエル。本人は神を信じてない節があったが、難病ループスを患う司教との出会いでその考えを改めるようになる。初登場時は臨時ドクターとしてERに勤務し、後にERスタッフドクターとして正式に採用される。ダグラス・ロス去りし後、双子の妊娠・育児に忙殺されるキャロルと友人以上の仲になるが、キャロルはロスのもとに去る。その後アビーと付き合いだすも、躁鬱病の実母との関係に悩む彼女を支えきれず、カーターと三角関係になり、アビーと大ゲンカして別れる。その後、看護師のチュニーと一夜限りの関係を結んだり、医学生のハーキンスと関係を持ち、彼女を乗せた車で事故をおこすなど不安定な時期があった。シーズン10ではカーターと共にダルフールの難民キャンプへ医療活動のために向かう。帰国後、看護師のサムと付き合いはじめ、同居するまでになったが価値観の違いや彼女の元恋人のことなどもあり破局した。カーターがERを去ったのちはオープニングでトップにクレジットされ、主役格となる。シーズン12で、ひょんなことからアビーとよりを戻し、結婚しないまま息子のジョーをもうける。またスーザン・ルイスの退職後空席となったER部長の座を新しく赴任してきたクレメンテと争う。クレメンテが助かるはずの患者を救えなかったことなどもあり辞退したことでER部長に就任したが、ウィーバーに退職を依頼するなど、経営を考えなければならない管理職が性に合わず、シーズン13終盤でアビーと結婚後にER部長を辞職し、容態の思わしくない父親の看護のためクロアチアに一時帰国する。シーズン14からはゲスト的な存在となる。その後、弟のニコを連れてシカゴに戻ってくるが、ほどなくして父親が亡くなり再びクロアチアに帰国する。アビーとの関係が思わしくないことから、ERを辞職。高齢者施設（オーチャード・ビュー）の医師として働き始めるが、シーズン15開始早々にアビーとジョーと共に新天地・ボストンに移った。
クレオ・フィンチ (Cleo Finch)（シーズン6 - 8）
演：マイケル・ミシェル (Michael Michele)、吹替：安藤麻吹
2年目の小児ERレジデント。出身はインディアナポリス。高校・大学では陸上の中距離とバスケの選手だった。ダグラス・ロスが去った後の小児ERを支えている。6キロの道のりをジョギングで出勤し、自宅にも筋トレ器具を揃えているなど身体を鍛えることが大好きで男勝りな性格。責任感の強い女性だが、それが原因となり周りのスタッフと対立することもある。後にベントンと結婚し、難聴の義息子リースを養育するためERを離れて研究機関へ転職する。グリーンの葬儀に参列して以降登場はなかったがベントンにより仲睦まじい夫婦関係を継続し、シカゴ大学に准教授として勤務していることが語られる。
デイブ・マルッチ (Dave Malucci)（シーズン6 - 8）
演：エリック・パラディーノ (Erik Palladino)、吹替：桐本琢也
ERレジデント。子どもがいる模様。グレナダの医学部を卒業している。正義感の強いところはあるがそれ以上に不真面目で、大学時代は遊んでいて成績も良くなかった。調子のいい性格でグリーンのことをboss(ボス)、ウィーバーのことをchief（隊長）と呼んでおり、勤務態度の不真面目さや不遜な言動でウィーバーから睨まれている。またコーデイからは「ドクターに向いていない」と切り捨てられた。助かるはずの患者をミスで死なせてしまい、後がなくなったところで、勤務中に女性救急隊員と救急車で不埒な行為をしているのをウィーバーに見つかり、解雇を言い渡され、ERを去る。
ジン・メイ（デブラ）・チェン (Jing-Mei "Debra" Chen)（シーズン6 - 11、recurring シーズン1）
演：ミン・ナ (Ming-Na)、吹替：むたあきこ
シーズン1でデブラ・チェン（ニックネームはデブ）として初登場。中国系の医学生で優等生としてふるまうも、独断専行の処置で患者を危うく死なせかけてERを去る。シーズン6途中から中国名のジン・メイ・チェンとして復帰しレギュラーに。ウィーバーとの確執から一旦失職するものの、弁護士を通じ復職した。チーフレジデントを経てスタッフドクターとなる。シーズン7で妊娠する。その後男の子を出産し、養子に出した。カーターとはお互いを「デブ」「ジョン」と呼び、医学生時代は競い合い、出産の際は「ひとりだと不安」と彼に付き添いを頼むなど良い友人関係を築いている。またカーターが薬物依存に陥った際の医療ミスにもいち早く気付いていた。両親も医者でかなり裕福な暮らしをしていたが、シーズン10で旅行先の中国で交通事故にあい、母親は死亡。体の自由を失った父親を自宅で介護していたが、仕事との両立と絶望した父親から浴びせられる罵声と死の懇願に疲れ果ててしまう。クリスマスイブに代替勤務を皆に断られ発作的に「辞める」と告げてERを飛び出す。そしてかつての恋人プラットの手を借りて父親を望み通りひそかに安楽死させると、埋葬するため失意のまま中国へ帰った。
アビゲイル・ロックハート (Abigail Lockhart)（シーズン6 - 15）
演：モーラ・ティアニー (Maura Tierney)、吹替：葛城七穂
愛称は「アビー」。初登場時は産科の看護師として、キャロルの出産に関わる。その後は医学生となるが金銭的な問題で学業が続けられずER看護師に転進する。以後ER看護師長を経て医学生に復帰した。筆記テストをパスできずにERに残れなくなりそうになるものの何とかパスし、インターンを経てレジデントとなる。本名の「アビゲイル・マージョリー・ワイゼンスキー」を気に入っておらず、ファーストネームはニックネームの「アビー」を貫き、離婚した前夫のファミリー・ネーム「ロックハート」をいまだに名乗っている。また「ロックハート」と呼ばれるのも好きではないようで、スタッフ達に呼ばれる度に「アビー」と訂正している。躁鬱病の母マギーとの関係に長年苦悩しており、幼い頃からかわいがっていた弟のエリックもまた躁鬱病を発症して、軍隊を脱走した。また、アビー自身はかつてアルコール依存症だった。コバッチュと付き合っていたが大喧嘩の末、破局。シーズン9ではカーターと結婚寸前まで進んだが、カーターの祖母の葬儀をエリックがめちゃくちゃにし、その後カーターが相談なしにアフリカ行きを決めるなど、心をすれ違わせたまま離別した。シーズン11で医学生のジェイクと付き合うが破局。シーズン12でコバッチュと復縁し、彼の子を妊娠する。シーズン12最終（22）話でサムの元恋人スティーブがERで銃撃戦を繰り広げた際に転倒し、その影響で帝王切開にて出産せざるを得なくなる。帝王切開で息子のジョーを出産するが子宮の出血がひどく、産婦人科のコバーンが懸命に治療するものの摘出を余儀なくされてしまう。また、ジョーは非常に早産であったため、しばらくの間NICUに入ることとなり、積極的治療のリスクを知るアビーは思い悩むこととなる。しかしコバッチュやかつて遠ざけていた母マギーの支えもあり、積極的治療を受け入れ無事に母子共に健康な状態で退院した。シーズン13で父親と再会。コバッチュとホープによって、内緒で結婚式の準備をされ、会場でネタばらしされるが、当初はこれを拒否。しかし、コバッチュの言葉とジョーの正装姿に説得され、自身の結婚式に出ることを決意した。コバッチュがクロアチアに帰国したシーズン14では主役格となるが、コバッチュが長期不在になったことや、子育てと仕事のストレスによりアルコール依存症が再燃し、ER部長のモレッティと一夜限りの関係を結んでしまうなど、人生最大の危機に陥る。しかし、コバッチュと自分たちの関係を一から再度構築しなおすことを確認すると、最終シーズン15開始直後にスタッフドクターとしての勤務１日目を最後にカウンティ病院を退職し、コバッチュ、ジョーと共にボストンへ向かった。第20話でレイの元へ向かうことをまだ迷っているニーラから電話を受けて、最後の後押しをした。
かつて医学生としては学業に自信がなく、ウィーバーにもこのままでは卒業できないとも言われていたが、ニーラと助け合いながらなんとか卒業する。ドクターになってからは看護師時代の経験を如何なく発揮し、他の職員からの信頼を勝ち取っている。ニーラとは最初こそ苦手としていたが公私ともに良い関係を結び、カウンティ在職時から退職後まで相互に助け合いやアドバイスを行う仲。ニーラが一度ドクターを辞めて行くところがない時や、レイとのルームシェアを解消した後などは自分の家に住まわせてあげ、結婚式の際は心細いという理由から彼女に花嫁の付き添い人を依頼した。コバッチュとは一度破局した後もいい友人として付き合いが続き、隣人の夫に暴行を受けた際には破局直後ではあるが彼の家に居候していた事もあった。また自身の手術前のウィーバーからは息子ヘンリーの後見人になってくれるよう頼まれたり、ドゥベンコからは初期の前立腺がんであることを打ち明けられたり、周囲から良き友人として見られている。

### シーズン8から
マイケル・ガラント (Michael Gallant)（シーズン8 - 10、recurring シーズン11・12）
演：シャリフ・アトキンス (Sharif Atkins)、吹替：三宅健太
クリスチャン。双子の妹がいる。「Mikey」と呼ばれることを嫌っている。陸軍に所属し、階級は少尉→大尉。真面目で心優しい性格でER初日にはグリーンが辟易するほど彼についてまわり、質問攻めにしている。実直なインターンとして、またプラットの弟分としてERで過ごしたが、ニーラのミスをかばい、ERを離れて陸軍軍医としてイラクに赴き、シーズン10を最後にレギュラー出演から外れる。シーズン11では重傷をおった少女を治療するために一時的にアメリカに帰国。ニーラと再会し、お互いの気持ちを確かめ合う。シーズン12で任期終了とともに帰国し、ニーラと電撃結婚。だが、負傷退役した同僚たちの姿を見ていたたまれなくなり再び戦地へ向かい、4月29日に乗っていたトラックが移動中に地雷を踏んで爆発し戦死(29歳)。ビデオレターでニーラに幸せになるようメッセージを遺していた。
ガラント役のシャリフ・アトキンスがシーズン10で降板した理由は他ドラマへの出演のためだったが、そのドラマの視聴率が思わしくなく途中打ち切りとなり、急遽シーズン12に復帰となった。最終シーズン15第20話でニーラがカウンティを去る時の回想シーン（以前のシーズンの映像）に再登場。

### シーズン9から
グレゴリー・プラット (Gregory Pratt)（シーズン9 - 15、recurring シーズン8）
演：メキ・ファイファー (Mekhi Phifer)、吹替：楠大典
通称は「グレッグ」。シーズン8でインターンとして初登場し、レジデント、シニアレジデント、スタッフドクターとなる。初日がグリーンがERを去る日だった為、一日だけグリーンに師事している。カーターの弟子的存在。正義感が強くエネルギッシュで、面倒見もいいのだが、自信家で独断専行が目立ち、登場初期は猪突猛進ぶりも見られた。成長とともにその部分は落ち着いたが本質は変わらず、知り合いの飲酒運転に関わる血中アルコール検査をごまかしたことが明るみに出てペナルティとしてコバッチュの計らいでダルフールで医療活動をすることになったり、善意から教会で医療保険未加入者を対象としたクリニックを開催していたが、それを違法と見なした医療監査委員会から医師免許を一時停止されたりしていた。
一時期ジン・メイと交際しており、別れてからも何かと彼女を気にかけ、父親の安楽死の介助もした。また、ガラントの双子の妹と関係を持つが、「休暇の思い出にしたい」とあっさり振られた。シーズン10から登場するモリスは後に親友になり、いい関係を築く。義兄のレオンには実母の死去後からずっと面倒をみてもらっていたが、過去に受けた怪我のせいでIQが40におちる脳障害を負っていた。その恩を返す形で同居をしていたがある事件がきっかけとなってカーターの助言もあり、別々に暮らすことになった。シーズン11で20年ぶりに父チャーリーと再会したがグレゴリーは父に捨てられたと思っていた上に、チャーリーにはすでに新しい家庭があり、受け入れることはできなかった。それでも異母弟のチャズの事は救急隊員としてバイトさせる為に（救急隊員だった）ゲイツにアドバイスを頼んだり、同性愛者であることが原因でいじめに遭った際も庇うなどとても可愛がっていた。
シーズン14で、「このままER部長に就任できないならば他の病院へ移る」と理事会に直訴。ER部長の内定が通知されようとし、恋人ベティナにプロポーズをしようとしていたタイミングで、同乗していた救急車で搬送中の患者がマフィアの報復により爆殺された巻き添えで下顎骨（かがくこつ）を骨折。意識はあったものの突如急変、骨の破片による左頚動脈の損傷と脳動脈への空気塞栓が同時に併発し、治療の甲斐なく脳死した。ドナーカードを持っており、彼の臓器は3人の患者に移植された。第20話でニーラがカウンティを去る時の回想シーン（以前のシーズンの映像）に再登場。

### シーズン10から
ニーラ・ラスゴートラ (Neela Rasgotra)（シーズン10 - 15）
演：パーミンダ・ナーグラ (Parminder Nagra)、吹替：甲斐田裕子
初登場時は医学生。インターンになった後は研修で多くの科をローテーションし、シーズン13から外科に所属。誕生日は1977年4月17日。インドのパンジャーブ州出身のインド系イギリス人。生真面目な性格で、頭脳明晰・学業優秀だが、患者との接触は苦手で、指導医からたびたび苦言を呈されている。自分が医師に向いていないのではないかと悩み、一時医者を辞めてERのそばでウエイターやコンビニ店員をするがうまく行かず、人手不足のERにスカウトされるかたちで結局戻る。一時期アビーの家に居候し、その後レイとルームシェアを始める。戦地から帰還したガラントにプロポーズされ、その日に結婚するが、程なくガラントがイラクで戦死し、未亡人となった。レイの気持ちをかすかに感じつつも二人は同居を解消、シーズン13からはゲイツと付き合う。しかし彼とはすれ違い続きで、本当に心を通わせられる相手としてレイを認めた直後に、彼に両足切断の悲劇が襲う。シカゴを離れて帰郷する姿を見送るしかなかったが、その後もチャットや電話で頻繁に連絡を取り合っている。シーズン14では反戦運動の紛争に巻き込まれ重体に陥るも一命を取りとめた。退院後は再びアビーの家に一時居候する。ドゥベンコと共にコバッチュとアビーの息子ジョーが歩くのを最初に目撃した。最終シーズン15では外科医として順調にキャリアを積みつつも「女性として何かを失なって来たのでは」と思い悩む中でブレナーと付き合い始めるが、価値観の違いにより破局。義足を得て再会したレイの元へ行く道を選び、シカゴを去る。そして彼が勤める職場で外科の准教授として勤務する事になった。21話と最終（22）話では受付のPC越しにモリス、カーター、ブレナーらと会話している。
サマンサ・タガート (Samantha Taggart)（シーズン10 - 15）
演：リンダ・カーデリーニ (Linda Cardellini)、吹替：安藤みどり
ER看護師。シーズン14では看護師長となり、麻酔科の看護師の資格をとる勉強も始める。愛称は「サム」。家族からは「サミー」と呼ばれている模様。暴れる患者に自ら突っ込んで止めに入るなど見た目とは違い腕っぷしが強く、かなり豪胆な性格。15歳の頃に妊娠・出産し、小学生で糖尿病の愛息アレックスを女手一つで育てている。一時期はコバッチュと母子共々同居するなど親密な関係を築いたが、後に解消。突如現れた元恋人でアレックスの父親スティーブが転がり込んでアレックスの世話を請け負い、復縁を迫られるが、父親に懐く息子を思いやりながらも拒否する。その後強盗で収監され脱獄を画策したスティーブに息子もろとも人質にされ、ひそかにレイプもされるが、スティーブを射殺して自由を回復する。この一件はサムがホームケアナースをしていた資産家リチャード・エリオットの協力を得て不可避の正当防衛とされたが、その顛末を見ていたアレックスとの関係は崩れていく。シーズン13では素行が悪くなっていくアレックスと心通わせあえないまま、問題児のための施設に一時的に預ける。シーズン14では今までのキャラを返上しブロンドだった髪もブラウンに変えた。またアレックスも恋人もいない寂しさからか二股交際をしていた時期もあった。第14話でゲイツと深い仲になり、意外にノリがいい関係が続く。初めのうちは周囲に内緒にしていたが、バレてしまいER公認の仲に。その後、ゲイツの家で同居を始める。しかしサムが夜勤中、アレックスとサラに禁止していた外出をゲイツが許し、事故を起こしてアレックスが重傷を負う。それにより二人の仲は悪化し離別した。が、アレックスとゲイツの良い関係を介して次第に二人の関係も修復していく。シーズン15で長年疎遠になっていた母メアリーと妹ケリーと再会した。メアリーとはかなり険悪な状態だったが、ゲイツを介して和解している。最終（22）話で30歳の誕生日を迎え、アレックスとゲイツから廃車寸前を二人で修理したオープンカーをプレゼントされた。

### シーズン11から
レイ・バーネット (Ray Barnett)（シーズン11 - 13、recurring シーズン15）
演：シェーン・ウェスト (Shane West)、吹替：中谷一博
ERレジデントとロック・ミュージシャンの二足のわらじを履いていた。バンドではプレイボーイで多数の女性と関係を持ち、それと知らずに14歳の少女に手を出したときは少女の父親から半殺しにされたことがある。バンドのメジャーデビューが決まり病院を辞めたが、その当日にバンド側から一方的に解雇され医学の道一本にしぼる。プラットを「先輩」と慕っている。ニーラとルームシェアするうちに彼女に好意を抱くようになり、ガラントとの死別後にニーラに言い寄るゲイツに良い感情を持たず対立していた。医学生のケイティと付き合うもニーラへの思いを断ち切ることはできず、後に破局する。ニーラがゲイツとの別れを決意したそのタイミングに交通事故に遭い、両下腿切断を余儀なくされる。そしてERを辞めて郷里のルイジアナ州バトンルージュへ帰郷した。一度自殺未遂を起こしたが立ち直り、義足をつけてラシャータリエメディカルセンターでPM&R（物療内科とリハビリ）のレジデントとして勤務。最終シーズン15ではリハビリ医療会議に出るために久しぶりにシカゴを訪れ、カウンティに顔を出す。ニーラとはシカゴを離れた後もチャットや電話で連絡を取り合い、彼女がカウンティを辞めて彼の元へ来たことで、長年の思いがようやく実った。

### シーズン12から
アーチボルド・モリス (Archibald Morris)（シーズン12 - 15、recurring シーズン10・11）
演：スコット・グライムス (Scott Grimes)、吹替：渡辺穣
通称は「アーチー」。シーズン10でERレジデントとして初登場後、準レギュラーとして登場し続け、シーズン12からメインキャスト。シーズン11でERチーフレジデントに、シーズン13からはスタッフドクターとなる。過去に精子バンクに登録しており遺伝子上の子供が4人（ハナ、マイケル、メリア、マックス）いる。過剰乳頭により乳首が4つある特異体質でもある。初登場時にはトイレにこもって携帯電話から親に指示を仰ぐなど「ERきっての無能な人材」として描かれた。ロマノが事故死した際は、直前にロマノにマリファナを吸引している所を見咎められ「（処分するので）受付カウンターから動くな」と言いつけられ、その後発生したヘリ墜落事故の緊急時にも何一つ手伝わず、言いつけを守った。それ以降も無能ながらもインターンや医学生、コ・メディカルスタッフ相手に威張り散らし現場を混乱させ、揚げ句の果てには入院希望の患者を独断で断ったことによる恨みからERに戦車で突入されそうになるなど、その小物ぶりはずば抜けていた。しかし、かつて医学の道を志すのは金の無駄と断じられた医師の父親を見返すために不断の努力を続ける。血の繋がった賢い子供たちとの出会いで父親としての自覚も芽生え、シーズン12では医師としての実力でウィーバーから賞賛を受けるまでになる。また、バンフィールドからは息子ダリルがカウンティのERで死んだ事、ブレナーからは幼い頃に性的虐待を受けた事を打ち明けられるなど、ERきっての人格者に成長していく。高給に惹かれて製薬会社に転職したこともあるが、自分が本当にやりたい仕事を悟りすぐにERにスタッフドクターとして復帰した。プラットとは後に親友になっていく。彼が死亡した時は、仕事に支障をきたすほど深い悲しみに暮れた。シーズン15ではERに出入りしていた警察官のクローディア・ディアスと付き合い始め、21話で彼女にプレプロポーズする。
演じているスコット・グライムスが歌手活動をしているためか、作中で歌声を披露することがある。クリスマスにはヘレエの厳しいオーディションを勝ち抜き、バックコーラスをつとめた。また、院内のアイスホッケーの試合がある際には、わざわざ科交換プログラムを用いて外科に転籍し、外科の選手として華麗な滑りとスティック捌きを見せるなど、意外な一面を持っている。
シーズン11最終（22）話でカーターがERを去る間際、たまたま外にいたモリスに向かって「君が中心になれ」と声をかける。これはカーターが師であるグリーンから掛けられた言葉でもあった。この時点では当のカーターすら冗談として言ったらしく、台詞を言った後に「なんでもない」と笑っていたが、最終シーズン15最終（22）話では、多数運ばれてきた救急患者を相手に、モリスがカーターをはじめ他のドクターに次々と指示していく場面が描かれており、そのシーンで物語の幕が閉じる。

### シーズン13から
トニー・ゲイツ (Tony Gates)（シーズン13 - 15、recurring シーズン12）
演：ジョン・ステイモス (John Stamos)、吹替：東地宏樹
元第101空挺師団隊員で砂漠の嵐作戦に参加した経験がある。シーズン12でニーラの救急車研修で救急隊員として初登場。シーズン13からレギュラーに昇格し、インターンとしてカウンティ病院に来る。知識は豊富で手技にも優れるが、自らを恃むところが大きく、指導医の指示なしに勝手な治療行為を行ってプラットやモリス、コバッチュと対立することもあった。特にプラットにはカルテの記入を怠らないよう強く言われていたにも関わらずそれをすっぽかすなど反抗的な態度を取っており、勤務途中で帰宅させられることもあった。また、協調性の悪さを指摘された際にはコバッチュやモレッティなどのER部長にも異を唱えることがあり、その性格を危険視されていた。一時は、そういった性格を矯正しようとモレッティの指示でICUへ一時転属される。そこで出会った難病ファチオ・ロンド症の少年との交流で性格は多少軟化し、ICUでの信頼を勝ち取ってERに復帰する。
実はカルテ作成しないのは失読症で文字の記入がうまくできないためであり、誤字だらけのカルテをインターンに指摘されることもあったが、持ち前の機転から口頭録音によるカルテ作成を行い、失読症を隠し通す。ゲイツの失読症を知っているのは、知識豊富にも関わらず記述試験の結果が思わしくないことを不審に思ったニーラのみである。
ニーラを「メイデイ」と呼び、彼女がガラントと交際している時から交際を申し込み続けていた。その後親密な関係を結ぶが、一方で死後の面倒を見ると誓った湾岸戦争時の戦友の未亡人メグとその娘サラと同居しており、それがニーラを混乱させたこともあった。特にメグはゲイツと惰性で体を重ねている間にそれ以上を求めるようになり、自分と結婚するように迫るが、ニーラと付き合っているゲイツはそれを断る。そのことが発端となってメグが薬物の過剰摂取により中毒死するが、死の際にメグから「サラがゲイツの実の娘である」と告げられ、大きく動揺する。しかし、サラと話し合って決めた実父確定検査の結果、2人は親子ではなかった。サラのことを考え、一時はメグの両親に彼女を預けたが、実の親子関係以上の絆を再認識しサラと一緒に暮らしていくことを決める。ニーラにはフラれ、シーズン14で付き合い始めた訪問牧師のジュリアと破局後、看護師のサムと付き合い、彼女の息子アレックスとも打ち解ける。しかし、サムが反対した外出をこっそり許可した上、その帰りにアレックスが事故を起こして重傷をおってしまい、破局する。その後、酔った勢いで自分に思いを寄せるインターンのダリアと関係を持ってしまう。それでサムへの思いを再確認し復縁を申し込むが、ダリアとの関係を知った彼女に断られる。しかし、彼女の母親メアリーやアレックスを介して徐々に修復していく。最終シーズン15最終（22）話ではアレックスと二人で廃車寸前のスポーツカーをいちから修理してサムの誕生日にプレゼントした。

### シーズン15のみ
サイモン・ブレナー (Simon Brenner)（シーズン15、recurring シーズン14）
演：デビッド・ライオンズ (David Lyons)、吹替：綱島郷太郎
シーズン14でスタッフドクターとして初登場し、シーズン15からレギュラー。診療部長ドナルド・アンスポーの甥。オーストラリア出身で、非常に訛りの強い英語を喋る。医師としての知識・手技、患者とのコミュニケーションに卓越し、プレイボーイで女性の扱いにも優れるが、能力のないものを容赦なく見下す傲慢さも持つ。幼少期に性的虐待を受けており、そのフラッシュバックに時折悩まされている。
ニーラと付き合うが破局。自分のトラウマと向き合うことを約束し、カウンセリングに通い始めた。
キャサリン・バンフィールド (Catherine Banfield)（シーズン15）
演：アンジェラ・バセット (Angela Bassett)、吹替：萩尾みどり
通称「ケイト」。ウィーバーの後、ロマノ、スーザン、コバッチュ、モレッティと長続きしないER部長の後任としてシーズン15よりカウンティ病院に赴任。筋トレとテコンドーが日課で、銃を突き付けてきた強盗を返り討ちにするほどの実力者。スタッフ達に厳しく接するが、患者に対しては優しく寄り添う。かつて一人息子ダリルを白血病の急性症状により、グリーンの努力も虚しくカウンティのERにて亡くしている。以来虚脱した心を癒そうとタイやマレーシアでスマトラ沖地震の医療活動に従事などした後に帰国。スタッフ達との交流や勤務の中で徐々に自分を取り戻し、夫ラッセルとの関係を見直し不妊治療に臨むが上手く行かず、その後「死にそうな赤ん坊を見つけた」とERに連れてこられた赤ん坊（男）を養子にした。

## 放送中止
2002年、シーズン6においてNHK総合は第13話と第14話（トータルでは126話と127話）の放送を中止した。前年にNHK-BS2で当シーズンを放送した際は放送していた。この回は精神分裂症（統合失調症）を扱っていた。前週では該当の回の予告編を放送していたにもかかわらず、放送時に中止および次回の繰り上げを告げる字幕を入れたのみで中止した。NHKは後に「内容が精神障害者への差別を助長、社会復帰への障害となる恐れがあるので、NHKの判断で放送を中止した」と説明した。

## 放送局
放送時間はそれぞれの国・地域の現地時刻。
- NBC（アメリカ合衆国・新作）
  - シーズン 01 1994年09月19日 - 1995年05月18日
  - シーズン 02 1995年09月21日 - 1996年05月16日
  - シーズン 03 1996年09月26日 - 1997年05月15日
  - シーズン 04 1997年09月25日 - 1998年05月14日
  - シーズン 05 1998年09月24日 - 1999年05月20日
  - シーズン 06 1999年09月30日 - 2000年05月18日
  - シーズン 07 2000年10月12日 - 2001年05月17日
  - シーズン 08 2001年09月27日 - 2002年05月16日
  - シーズン 09 2002年09月26日 - 2003年05月15日
  - シーズン 10 2003年09月25日 - 2004年05月13日
  - シーズン 11 2004年09月23日 - 2005年05月19日
  - シーズン 12 2005年09月22日 - 2006年05月18日
  - シーズン 13 2006年09月21日 - 2007年05月17日
  - シーズン 14 2007年09月20日 - 2008年05月15日
  - シーズン 15 2008年09月25日 - 2009年04月02日
- TNT（アメリカ合衆国・再放送）
- Raidue（イタリア・新作）
- FOXライフ（イタリア・再放送）
- France 2（フランス）
- TSR 1（スイス）
- RTL-TVI（ベルギー）
- CTV and SRC（カナダ）
- チャンネル4（新作）and Sky One （イギリス・再放送）
- Pro7（ドイツ・新作）
- Kabel1（ドイツ・再放送）
- NHK（日本・新作、再放送）[注 36]。
  - シーズン 01 1996年04月01日 - 1996年09月16日（月曜日 22:00 - 22:50）
  - シーズン 02 1997年04月07日 - 1997年09月15日（月曜日 22:00 - 22:50）
  - シーズン 03 1998年04月06日 - 1998年09月21日（月曜日 22:00 - 22:50）
  - シーズン 04 1999年04月05日 - 1999年09月20日（月曜日 22:00 - 22:50）
  - シーズン 05 2000年04月03日 - 2000年09月18日（月曜日 22:00 - 22:50）
  - シーズン 06 2001年04月02日 - 2001年09月17日（月曜日 22:00 - 22:50）
  - シーズン 07 2002年04月01日 - 2002年09月02日（月曜日 22:00 - 22:50）
  - シーズン 08 2003年03月31日 - 2003年09月15日（月曜日 22:00 - 22:50）
  - シーズン 09 2004年10月04日 - 2005年03月21日（月曜日 22:00 - 22:50）
  - シーズン 10 2005年03月28日 - 2005年08月22日（月曜日 22:00 - 22:50）
  - シーズン 11 2006年04月03日 - 2006年08月28日（月曜日 22:00 - 22:50）
  - シーズン 12 2007年04月02日 - 2007年09月10日（月曜日 23:00 - 23:50）
  - シーズン 13 2008年09月29日 - 2009年03月23日（月曜日 23:00 - 23:50）
  - シーズン 14 2009年10月08日 - 2010年02月25日（木曜日 23:00 - 23:45）
  - シーズン 15 2010年10月07日 - 2011年03月10日（木曜日 23:00 - 23:45）
- スーパー!ドラマTV（日本・再放送）
  - シーズン 01 2004年04月29日 - 2004年07月19日
  - シーズン 02 2005年01月06日 - 2005年06月02日
  - シーズン 03 2005年06月09日 - 2005年11月09日
  - シーズン 04 2005年11月10日 - 2006年04月19日
  - シーズン 05 2006年05月11日 - 2006年10月15日
  - シーズン 06 2007年04月05日 - 2007年09月04日
  - シーズン 07 2008年03月13日 - 2008年08月12日
  - シーズン 08 2009年01月22日 - 2009年06月24日
  - シーズン 09 2010年02月12日 - 2010年07月09日
  - シーズン 10 2011年02月21日 - 2011年08月01日
  - シーズン 11 2012年03月06日 - 2012年08月06日
  - シーズン 12 2013年02月05日 - 2013年07月02日
  - シーズン 13 2014年02月04日 - 2014年07月15日
  - シーズン 14 2015年01月06日 -

- WOWOWプライム（日本・再放送）

  - シーズン 01 2011年10月03日 - 2011年11月04日
  - シーズン 02 2011年11月07日 - 2011年12月06日
  - シーズン 03 2011年12月07日 - 2011年01月17日
  - シーズン 04 2012年05月07日 - 2012年06月05日
  - シーズン 05 2012年06月06日 - 2012年07月05日
  - シーズン 06 2012年07月06日 - 2012年08月07日
  - シーズン 07 2013年05月09日 - 2013年06月07日
  - シーズン 08 2013年06月10日 - 2013年07月09日
  - シーズン 09 2013年07月10日 - 2013年08月22日
  - シーズン 10 2014年10月10日 - 2015年03月13日
  - シーズン 11 2015年04月03日 -

- LaLa TV （日本・再放送）

- AFN （日本・新作？）

- Dlife （日本・再放送）
  - シーズン 01 2016年07月05日 - 2016年08月08日
  - シーズン 02 2016年08月09日 - 2016年09月07日
  - シーズン 03 2016年09月08日 - 2016年10月07日
  - シーズン 04 2016年10月10日 - 2016年11月08日
  - シーズン 05 2016年11月09日 - 2016年12月08日
  - シーズン 06 2017年07月18日 - 2017年08月16日
  - シーズン 07 2017年08月17日 - 2017年09月22日
  - シーズン 08 2017年09月25日 - 2017年11月03日
  - シーズン 09 2017年11月08日 -
  - シーズン 10 2018年03月01日 -
  - シーズン 11 2018年04月25日 -
  - シーズン 12 2018年06月12日 -
  - シーズン 13 00000000000000 - 2019年05月01日
  - シーズン 14 2019年05月02日 - 2019年05月28日
  - シーズン 15 2019年05月29日 - 2019年06月28日

- テレビ東京 (日本・再放送)
  - シーズン 1 2016年08月19日 - 2016年09月26日
  - シーズン 2 2016年11月06日 - 2016年12月31日
  - シーズン 3 2017年01月02日 - 2017年02月22日
  - シーズン 4 2017年02月26日 - 2017年05月24日
  - シーズン 5 2017年05月27日 - 2017年　9月26日

## DVD
全てワーナー・ホーム・ビデオより発売。未ブルーレイ化。Amazonプライムの（初期エピソードのリマスター版含む）HD版配信は字幕版のみで、吹替版のHD視聴が可能な配信サービスはHuluのみとみられる。
シーズン1
- 1999年09月10日 ER 緊急救命室 I コレクターズセット（6枚組）
- 2000年11月10日 ER 緊急救命室 I アンコール コレクターズセット（7枚組）
- 2001年05月18日 ER 緊急救命室 I ソフトシェル1（4枚組 第1話 - 第13話収録）
- 2001年06月22日 ER 緊急救命室 I ソフトシェル2（3枚組 第14話 - 第25話収録）
- 2008年06月05日 ER 緊急救命室 I 廉価版1（4枚組 第1話 - 第13話収録）
- 2008年06月05日 ER 緊急救命室 I 廉価版2（3枚組 第14話 - 第25話収録）
- DVDレンタル開始日
  - 2002年12月25日 vol.1 - 7（第1話 - 第25話）

シーズン2
- 2000年02月11日 ER 緊急救命室 II コレクターズセット（6枚組）
- 2000年11月10日 ER 緊急救命室 II アンコール コレクターズセット（6枚組）
- 2001年08月23日 ER 緊急救命室 II ソフトシェル1（3枚組 第1話 - 第10話収録）
- 2001年09月28日 ER 緊急救命室 II ソフトシェル2（3枚組 第11話 - 第22話収録）
- 2008年06月05日 ER 緊急救命室 II 廉価版1（3枚組 第1話 - 第10話収録）
- 2008年06月05日 ER 緊急救命室 II 廉価版2（3枚組 第11話 - 第22話収録）
- DVDレンタル開始日
  - 2002年12月25日 vol.1 - 6（第1話 - 第22話）

シーズン3
- 2000年05月16日 ER 緊急救命室 III コレクターズセット（6枚組）
- 2000年11月10日 ER 緊急救命室 III アンコール コレクターズセット（6枚組）
- 2001年10月25日 ER 緊急救命室 III ソフトシェル1（3枚組 第1話 - 第10話収録）
- 2001年11月23日 ER 緊急救命室 III ソフトシェル2（3枚組 第11話 - 第22話収録）
- 2008年06月05日 ER 緊急救命室 III 廉価版1（3枚組 第1話 - 第10話収録）
- 2008年06月05日 ER 緊急救命室 III 廉価版2（3枚組 第11話 - 第22話収録）
- DVDレンタル開始日
  - 2002年12月25日 vol.1 - 6（第1話 - 第22話）

シーズン4
- 2000年11月10日 ER 緊急救命室 IV コレクターズセット（6枚組）
- 2000年11月10日 ER 緊急救命室 IV LIVE EAST&WEST
- 2002年02月08日 ER 緊急救命室 IV ソフトシェル1（3枚組 第1話 - 第10話収録）
- 2002年02月08日 ER 緊急救命室 IV ソフトシェル2（3枚組 第11話 - 第22話収録）
- 2008年06月05日 ER 緊急救命室 IV 廉価版1（3枚組 第1話 - 第10話収録）
- 2008年06月05日 ER 緊急救命室 IV 廉価版2（3枚組 第11話 - 第22話収録）
- DVDレンタル開始日
  - 2002年10月31日 LIVE EAST&WEST
  - 2002年12月25日 vol.1 - 6（第1話 - 第22話）

シーズン5
- 2001年06月22日 ER 緊急救命室 V コレクターズセット（6枚組）
- 2002年07月05日 ER 緊急救命室 V ソフトシェル1（3枚組 第1話 - 第10話収録）
- 2002年07月05日 ER 緊急救命室 V ソフトシェル2（3枚組 第11話 - 第22話収録）
- 2008年06月05日 ER 緊急救命室 V 廉価版1（3枚組 第1話 - 第10話収録）
- 2008年06月05日 ER 緊急救命室 V 廉価版2（3枚組 第11話 - 第22話収録）
- DVDレンタル開始日
  - 2002年12月25日 vol.1 - 6（第1話 - 第22話）

シーズン6
- 2001年12月21日 ER 緊急救命室 VI コレクターズセット（6枚組）
- 2003年03月07日 ER 緊急救命室 VI ソフトシェル1（3枚組 第1話 - 第10話収録）
- 2003年03月07日 ER 緊急救命室 VI ソフトシェル2（3枚組 第11話 - 第22話収録）
- 2008年06月05日 ER 緊急救命室 VI 廉価版1（3枚組 第1話 - 第10話収録）
- 2008年06月05日 ER 緊急救命室 VI 廉価版2（3枚組 第11話 - 第22話収録）
- DVDレンタル開始日
  - 2002年12月25日 vol.1 - 6（第1話 - 第22話）

シーズン7
- 2003年03月07日 ER 緊急救命室 VII コレクターズセット（6枚組）
- 2004年03月05日 ER 緊急救命室 VII ソフトシェル1（3枚組 第1話 - 第10話収録）
- 2004年03月05日 ER 緊急救命室 VII ソフトシェル2（3枚組 第11話 - 第22話収録）
- 2008年06月05日 ER 緊急救命室 VII 廉価版1（3枚組 第1話 - 第10話収録）
- 2008年06月05日 ER 緊急救命室 VII 廉価版2（3枚組 第11話 - 第22話収録）
- DVDレンタル開始日
  - 2003年12月03日 vol.1 - 6（第1話 - 第22話）

シーズン8
- 2004年03月05日 ER 緊急救命室 VIII コレクターズセット（6枚組）
- 2005年03月04日 ER 緊急救命室 VIII ソフトシェル1（3枚組 第1話 - 第10話収録）
- 2005年03月04日 ER 緊急救命室 VIII ソフトシェル2（3枚組 第11話 - 第22話収録）
- 2008年06月05日 ER 緊急救命室 VIII 廉価版1（3枚組 第1話 - 第10話収録）
- 2008年06月05日 ER 緊急救命室 VIII 廉価版2（3枚組 第11話 - 第22話収録）
- DVDレンタル開始日
  - 2004年03月05日 vol.1 - 6（第1話 - 第22話）

シーズン9
- 2005年03月04日 ER 緊急救命室 IX コレクターズセット（6枚組）
- 2005年11月28日 ER 緊急救命室 IX ソフトシェル1（3枚組 第1話 - 第10話収録）
- 2005年11月28日 ER 緊急救命室 IX ソフトシェル2（3枚組 第11話 - 第22話収録）
- 2008年06月05日 ER 緊急救命室 IX 廉価版1（3枚組 第1話 - 第10話収録）
- 2008年06月05日 ER 緊急救命室 IX 廉価版2（3枚組 第11話 - 第22話収録）
- DVDレンタル開始日
  - 2005年03月04日 vol.1 - 6（第1話 - 第22話）

シーズン10
- 2005年11月25日 ER 緊急救命室 X コレクターズセット（6枚組）
- 2006年11月03日 ER 緊急救命室 X ソフトシェル1（3枚組 第1話 - 第10話収録）
- 2006年11月03日 ER 緊急救命室 X ソフトシェル2（3枚組 第11話 - 第22話収録）
- 2008年06月05日 ER 緊急救命室 X 廉価版1（3枚組 第1話 - 第10話収録）
- 2008年06月05日 ER 緊急救命室 X 廉価版2（3枚組 第11話 - 第22話収録）
- DVDレンタル開始日
  - 2005年10月28日 vol.1 - 6（第1話 - 第12話）
  - 2005年11月25日 vol.7 - 11（第13話 - 第22話）

シーズン11
- 2006年11月03日 ER 緊急救命室 XI コレクターズセット（6枚組）
- 2007年10月12日 ER 緊急救命室 XI ソフトシェル1（3枚組 第1話 - 第12話収録）
- 2007年10月12日 ER 緊急救命室 XI ソフトシェル2（3枚組 第13話 - 第22話収録）
- 2008年09月10日 ER 緊急救命室 XI 廉価版1（3枚組 第1話 - 第12話収録）
- 2008年09月10日 ER 緊急救命室 XI 廉価版2（3枚組 第13話 - 第22話収録）
- DVDレンタル開始日
  - 2006年10月06日 vol.1 - 6（第1話 - 第12話）
  - 2006年11月03日 vol.7 - 11（第13話 - 第22話）

シーズン12
- 2007年11月09日 ER 緊急救命室 XII コレクターズセット（6枚組）
- 2008年09月10日 ER 緊急救命室 XII ソフトシェル1（3枚組 第1話 - 第12話収録）
- 2008年09月10日 ER 緊急救命室 XII ソフトシェル2（3枚組 第13話 - 第22話収録）
- 2009年05月13日 ER 緊急救命室 XII 廉価版1（3枚組 第1話 - 第12話収録）
- 2009年05月13日 ER 緊急救命室 XII 廉価版2（3枚組 第13話 - 第22話収録）
- DVDレンタル開始日
  - 2007年10月12日 vol.1 - 6（第1話 - 第12話）
  - 2007年11月09日 vol.7 - 11（第13話 - 第22話）

シーズン13
- 2009年05月13日 ER 緊急救命室 XIII コレクターズ・ボックス（6枚組）
- 2010年04月21日 ER 緊急救命室 XIII ソフトシェル1（3枚組 第1話 - 第13話収録）
- 2010年04月21日 ER 緊急救命室 XIII ソフトシェル2（3枚組 第14話 - 第23話収録）
- 2011年04月27日 ER 緊急救命室 XIII 廉価版1（3枚組 第1話 - 第12話収録）
- 2011年04月27日 ER 緊急救命室 XIII 廉価版2（3枚組 第13話 - 第23話収録）
- DVDレンタル開始日
  - 2009年04月08日 vol.1 - 6（第1話 - 第13話）
  - 2009年05月13日 vol.7 - 11（第14話 - 第23話）

シーズン14
- 2010年04月21日 ER 緊急救命室 XIV コレクターズ・ボックス（5枚組）
- 2011年04月27日 ER 緊急救命室 XIV ソフトシェル1（5枚組 第1話 - 第11話収録）
- 2011年04月27日 ER 緊急救命室 XIV ソフトシェル2（4枚組 第12話 - 第19話収録）
- 2012年04月04日 ER 緊急救命室 XIV 廉価版1（5枚組 第1話 - 第12話収録）
- 2012年04月04日 ER 緊急救命室 XIV 廉価版2（5枚組 第13話 - 第23話収録）
- DVDレンタル開始日
  - 2010年04月07日 vol.1 - 5（第1話 - 第11話）
  - 2010年04月21日 vol.6 - 9（第12話 - 第19話）

シーズン15
- 2011年04月27日 ER 緊急救命室 XV コレクターズ・ボックス（5枚組）
- 2012年04月04日 ER 緊急救命室 XV ソフトシェル1（6枚組 第1話 - 第13話収録）
- 2012年04月04日 ER 緊急救命室 XV ソフトシェル2（5枚組 第14話 - 第22話収録）
- 2013年04月24日 ER 緊急救命室 XV 廉価版1（6枚組 第1話 - 第13話収録）
- 2013年04月24日 ER 緊急救命室 XV 廉価版2（5枚組 第14話 - 第22話収録）
- DVDレンタル開始日
  - 2011年04月27日 vol.1 - 11（第1話 - 第22話）